# Pompás csér
A pompás csér (Thalasseus elegans) a madarak osztályának a lilealakúak (Charadriiformes) rendjébe, ezen belül a csérfélék (Sternidae) családjába tartozó faj.
Egyes rendszerezések a Sterna nemhez sorolják Sterna elegans néven.

## Előfordulása
A Csendes-óceán partvidékén, az Amerikai Egyesült Államok, Mexikó, Costa Rica, Ecuador, Salvador, Guatemala, Nicaragua, Panama, Chile, Kolumbia és Peru területén honos.
|  |

## Alfaja
- Thalasseus elegans ichla

## Szaporodása
|  |  |